# Mungyeong

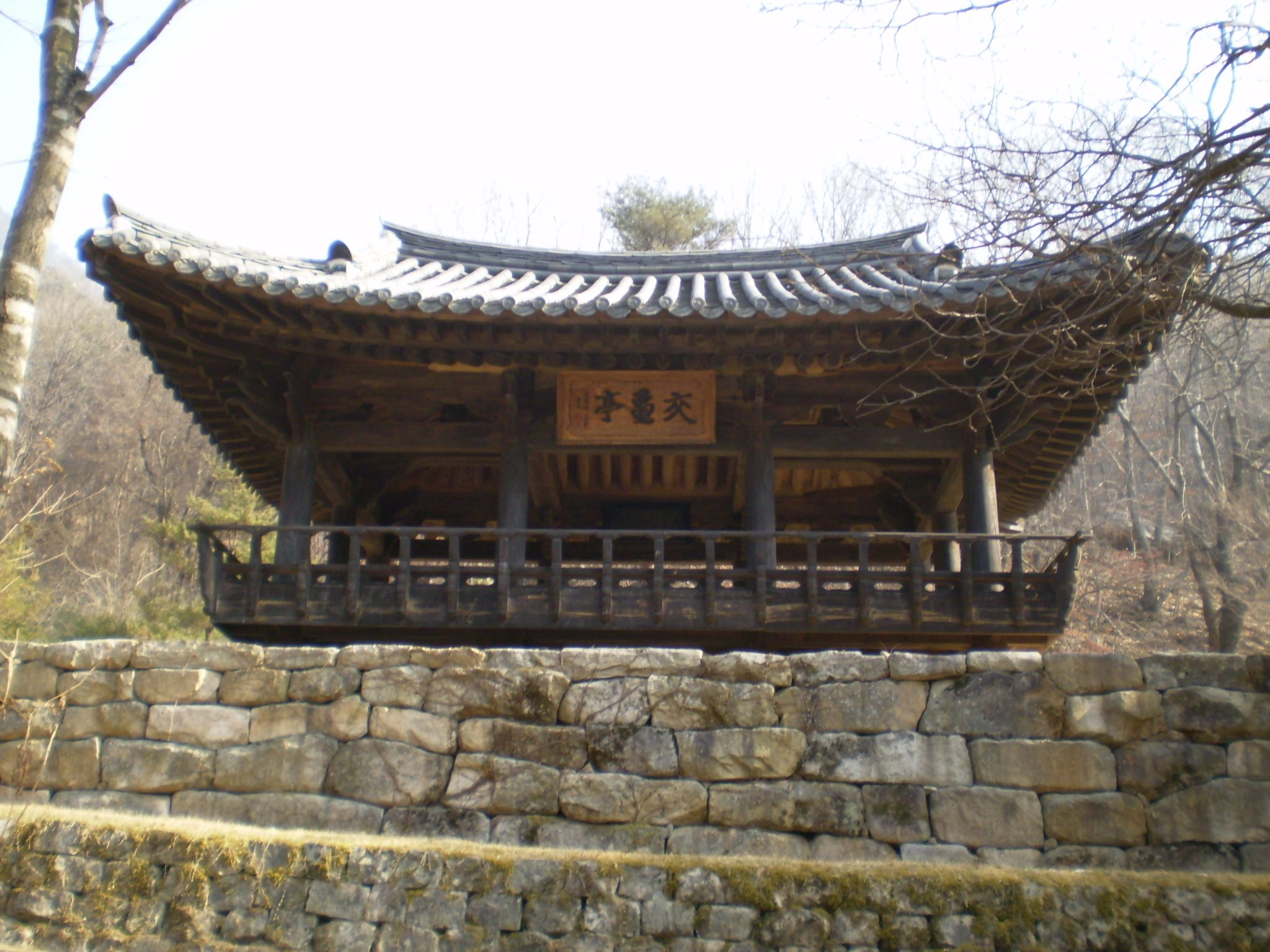
Świątynia w Mungyeong

Mungyeong (kor. 문경시) – miasto w Korei Południowej, w prowincji Gyeongsang Północny. W 2003 liczyło 81 525 mieszkańców.

## Populacja
| Data       | Populacja |
| ---------- | --------- |
| 01-11-1995 | 92,239    |
| 01-11-2000 | 90,846    |
| 01-11-2005 | 70,926    |
| 01-11-2010 | 69,021    |